# Kabupaten de Purworejo
Pour l’article homonyme, voir Purworejo.
Le kabupaten de Purworejo, en indonésien Kabupaten Purworejo, est un kabupaten d'Indonésie situé dans la province de Java central.

## Géographie
Le kabupaten de Purworejo est bordé :
- Au nord, par ceux de Wonosobo et Magelang,
- À l'est, par le territoire spécial de Yogyakarta,
- Au sud, par l'océan Indien et
- À l'est, par le kabupaten de Kebumen.

## Histoire
Le nom traditionnel de la région comprise entre les rivières Progo et Cingcingguling est Bagelen. Selon le linguiste indonésien Poerbatjaraka, cette région dépendait du royaume sundanais de Galuh. Elle aurait donc été nommée "Pagaluhan", c'est-à-dire "pays de Galuh". Le nom se serait ensuite corrompu en "Pagalihan", puis en Pagelen et finalement en Bagelen.
On y a trouvé une prasasti ou inscription sur pierre, dite "de Boro Tengah" ou "de Kayu Ara Hiwang", portant la date du 5e jour du mois d'Asuji de l'an 823 de l'ère Saka, c'est-à-dire le 5 octobre 901. L'inscription proclame que le prince Bajra accordé au village de Kayu Ara Hiwang le statut de perdikan ou village franc. En échange, les villageois sont chargés de l'entretien d'un sanctuaire.
Bajra a été identifié comme étant le rakai ("seigneur de") Hino Sri Daksottama Bahubajrapratipaksaya, ou encore Daksa, beau-frère du roi Balitung dont il prendra plus tard la succession. L'inscription mentionne entre autres une grotte, qu'on suppose être celle de Seplawan. En effet, à l'entrée de cette dernière se trouve un ancien sanctuaire, qu'on appelle aujourd'hui Candi Ganda Arum, parce que la croyance populaire prétend qu'il s'en dégage une odeur parfumée (arum) lorsqu'on en soulève le yoni. Dans la grotte, on a trouvé une statuette en or et des objets cérémoniels. On pense que l'ensemble formé par la grotte et ses alentours sont le sanctuaire mentionné dans l'inscription. En 1994, l'assemblée départementale de Purworejo a fait officiellement de cette date celle de la fondation du kabupaten.
Avec la signature du traité de Giyanti en 1755, qui met fin à la Troisième Guerre de succession javanaise, la région de Bagelen est partagée entre le royaume de Surakarta et le nouveau sultanat de Yogyakarta.
En 1831, juste après la fin de la guerre de Java, le gouvernement colonial des Indes néerlandaises crée la residentie (circonscription administrative) de Bagelen, avec comme chef-lieu Purworejo, une ville nouvelle créée à partir des anciennes villes de Kedungkebo et Brengkelan. La residentie regroupe plusieurs kadipaten (préfectures). Le premier adipati (préfet) de Purworejo est Raden Adipati Cokronegoro I.
En 1901, le gouvernement colonial fusionne Bagelen avec la residentie voisine de Kedu. Purworejo n'est plus qu'un chef-lieu de kabupaten.

## Culture

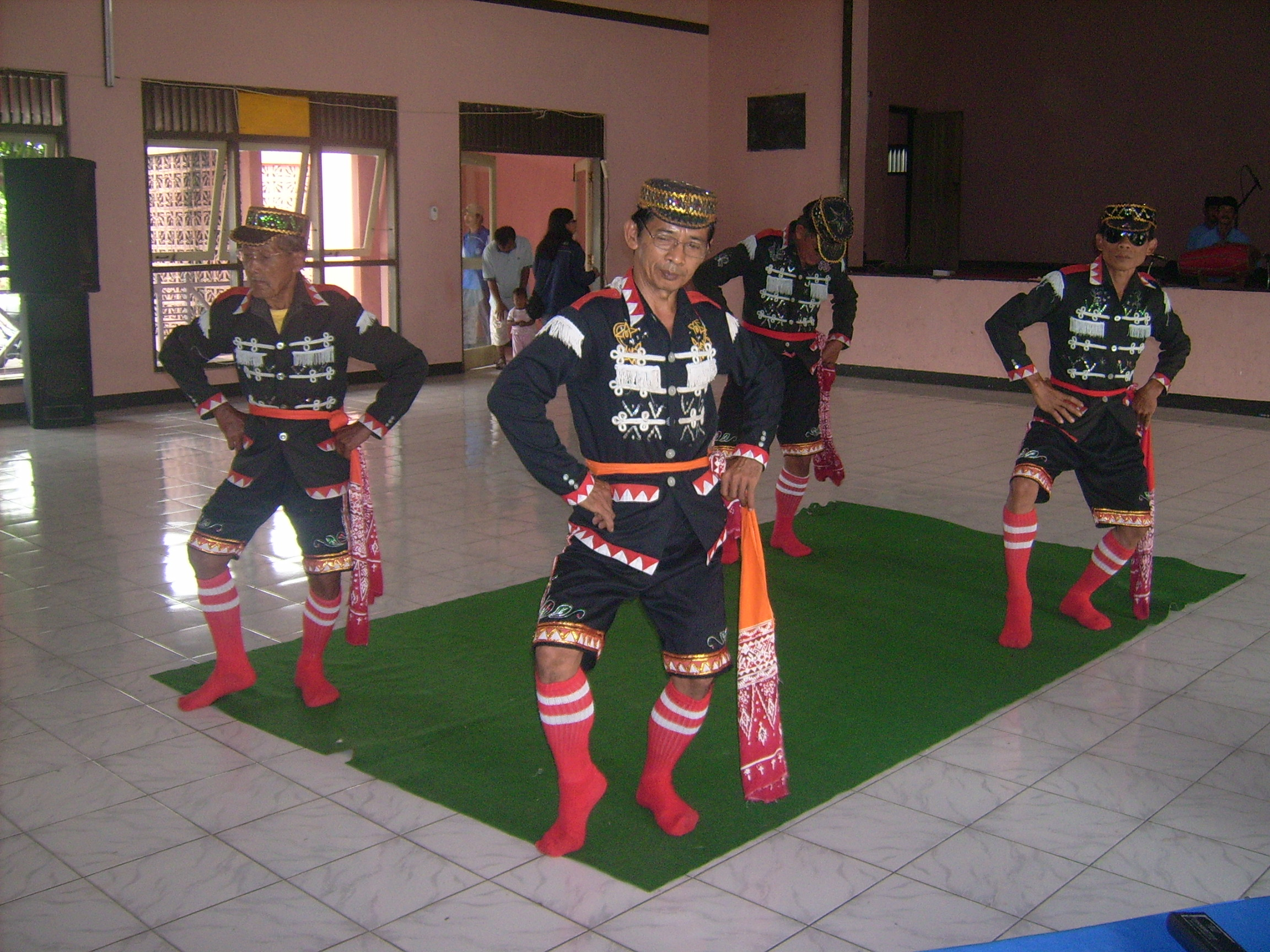
Dolalak, une danse populaire de Purworejo

## Personnalités
Le linguiste Johan Kern, le botaniste André Kostermans et le peintre symboliste Jan Toorop sont nés à Purworejo.